# 博尔姆莱米莫萨
博尔姆莱米莫萨（法語：Bormes-les-Mimosas，法語發音：[bɔʁm le mimoza]）是法国普罗旺斯-阿尔卑斯-蓝色海岸大区瓦尔省的一个市镇，属于土伦区。

## 地理
博尔姆莱米莫萨（43°9'6"N, 6°20'35"E）面积97.32 平方千米，位于法国普罗旺斯-阿尔卑斯-蓝色海岸大区瓦尔省，该省份为法国东南部沿海省份，北起上普罗旺斯阿尔卑斯省，西北角与沃克吕兹省接壤，西接罗讷河口省，南濒地中海，东临滨海阿尔卑斯省。
与博尔姆莱米莫萨接壤的市镇（或旧市镇、城区）包括：科洛布里耶尔、勒拉旺杜、拉隆德莱莫尔、拉莫勒。

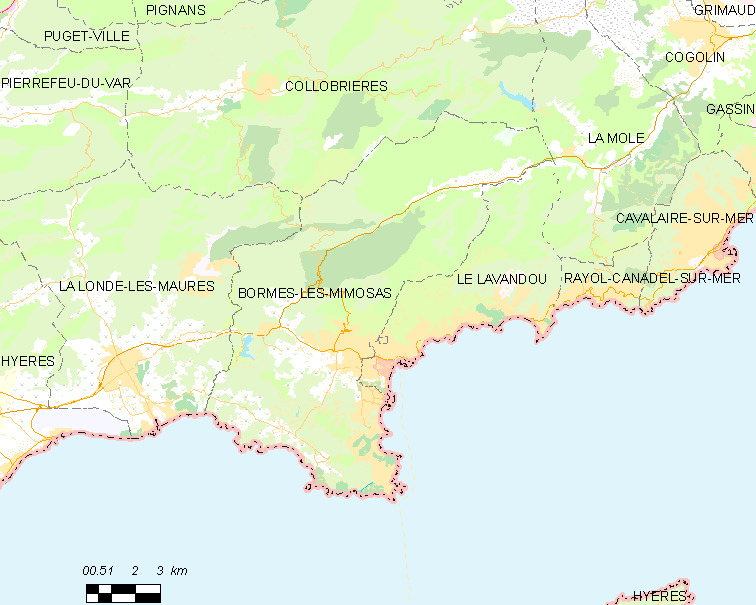
博尔姆莱米莫萨的OSM定位图

博尔姆莱米莫萨的时区为UTC+01:00、UTC+02:00（夏令时）。

## 行政
博尔姆莱米莫萨的邮政编码为83230，INSEE市镇编码为83019。

## 政治
博尔姆莱米莫萨所属的省级选区为拉克罗县。

## 人口

1962-2008年间博尔姆莱米莫萨人口变化图示

博尔姆莱米莫萨于2022年1月1日时的人口数量为8361人。